# Puzz Loop 2
Puzz Loop 2 est un jeu vidéo de puzzle développé et édité par Mitchell en février 2001 sur CP System II,.

## Série
1. Puzz Loop, 1998 (SKNS)
2. Puzz Loop 2